# 한규설 선생 묘
한규설 선생 묘는 경기도 고양시 덕양구 원흥동에 있다. 1986년 6월 16일 고양시의 향토문화재 제25호로 지정되었다.

## 개요
구한말의 참정대신인 한규설의 묘소이다. 묘소에는 망주석+상석+석양 등이 배치되어 있다.

## 같이 보기
- 한규설